# Pentateucha stueningi
Pentateucha stueningi là một loài bướm đêm thuộc họ Sphingidae. Nó được tìm thấy ở isolated warm temperate mountains of Triết Giang and neighbouring An Huy in tây nam Trung Quốc. Nơi sinh sống gồm ở khu vực rừng núi cao.